# Mattia Liberali
Mattia Liberali, né le 6 avril 2007 à Lissone en Italie, est un footballeur italien, qui évolue au poste d'ailier droit à l'US Catanzaro.

## Biographie

### En club
Né Lissone en Italie, Mattia Liberali est formé par l'AC Milan. Il signe son premier contrat professionnel le 18 juillet 2023, le liant au club jusqu'en juin 2027. Considéré comme l'un des joueurs les plus prometteurs du club, il est notamment comparé à Phil Foden.
Liberali joue son premier match en professionnel le 15 décembre 2024, lors d'une rencontre de Serie A face au Genoa CFC, où il est directement titularisé au poste de milieu offensif axial. Les deux équipes se neutralisent (0-0) lors de cette partie où le Milan célèbre son 125e anniversaire,.
Le 8 août 2025, Mattia Liberali quitte finalement l'AC Milan pour signer en faveur de l'US Catanzaro pour un contrat de quatre ans, soit jusqu'en juin 2029.

### En équipe nationale
Mattia Liberali est sélectionné avec l'équipe d'Italie des moins de 17 ans pour participer au championnat d'Europe des moins de 17 ans en 2024. Son équipe atteint la finale de la compétition après avoir battu le Danemark en demi-finale (0-1 score final),,.

## Palmarès
Italie -17 ans
- Finaliste du championnat d'Europe des moins de 17 ans
  - 2024.